# Teti II
Teti (II) fou el primer faraó de la dinastia VI de l'antic Egipte que va governar vers el 2250 aC, segons la cronologia mínima (cent anys abans segons la màxima).
El seu nom d'Horus fou Seheteptawi ('El que pacifica les dues terres'), el nom Nebti, Sehetepnebti ('Les dues senyores estan en pau'); nom d'Horus d'or Biknubzema ('El falcó daurat que uneix'); nom Sa Ra, Teti ('Estimat de Ptah'). És l'Othones de Manethó.
El seu regnat degué ser d'uns 10 o 12 anys (Manethó en diu 33), segons el nombre de censos de ramat. El papir de Torí no permet llegir el nombre d'anys (només la fracció de 6 mesos i 21 dies), però esmenta el sisè cens de ramats que solia ser bianual.
Va succeir al seu sogre Unas i, per legitimar l'accés al tron, es va casar amb la filla i hereva, Iput, com havia passat almenys des de la IV dinastia. Segurament, això va provocar l'hostilitat d'altres prínceps. Dones secundàries, en foren Khuit i Ueretimtes.
Va tenir almenys dos fills, Pepi I (que no era de la reina principal) i Tetiankhekem; i una filla, Seshseshet (Uatetkhether), que es va casar amb el visir Mereruka (la tomba del qual a Saqqara és una de les més grans i ben decorades, amb 32 habitacions per a ell, la seva dona i el seu fill Meriteti).
Prop de la seva piràmide, es va trobar una gran estàtua del faraó, avui al Museu d'Antiguitats Egípcies del Caire, i representa un home d'entre 30 i 40 anys.
Se sap que va fer donacions de terres a Abidos, amb exempció de taxes, i va tenir relació amb el culte d'Hathor a Denderah.
El seu monument funerari en l'anomenada piràmide de la Presó a Saqqara. És petita i està a uns 100 metres de la piràmide de Djoser. La cambra mortuòria està decorada amb els texts de les piràmides i s'hi va trobar un sarcòfag amb restes d'una mòmia, segurament la del faraó. Es troba en mal estat. Fou descoberta el 1839 i després fou excavada. Prop hi ha unes piràmides subsidiàries. La de la seva dona Khuit fou descoberta el 1898 i abans havia estat una mastaba. A començaments del segle xx, fou descoberta la de la reina Ipuet. El temple de la Vall no s'ha excavat. A la rodalia de la piràmide hi ha, a més de les piràmides de les seves dones, les tombes dels seus visirs Mereruka i Kagemni. El seu nom d'època fou la piràmide dels llocs que aguanten.
Manethó diu que el rei va morir assassinat, cosa que no era habitual. L'assassí no s'esmenta, però s'ha entès que es tracta del seu successor Userkare.